# Isabel de Solís
Isabel de Solís, född okänt år, död efter 1510, var slavkonkubin och sedan gift med den moriska sultanen Abu'l-Hasan Ali av Granada. Hon var ursprungligen en kristen krigsfånge från Kastilien, som togs som slav och sedan övergick till islam under namnet Zoraya. Hon utövade ett starkt inflytande över sultanen.  

## Biografi
Isabel de Solís var dotter till den kastilianske adelsmannen Sancho Jiménez Solís.  

### Granada
Hon tillfångatogs under en muslimsk räd i Aguilar i Kastilien 29 september 1471, och fördes till Alhambra i Granada som fånge.  Hon förslavades i enlighet med sedvana (Saqaliba) och blev slavpiga (odalisk) i haremet tillhörande Granadas sultan, Abu l-Hasan Ali. Hon beskrivs som en skönhet. Sultanen blev förälskad i henne, och tog det kontroversiella beslutet att gifta sig med henne snarare än att fortsätta hålla henne som slavkonkubin. Det resulterade i att hon blev misshandlad av sultanens maka Aïcha al-Horra. Då hon konverterade till islam antog hon namnet Zoraya, också stavat Turai eller Soraya, och fick palatset Daralcotola och annan egendom i gåva, medan allmänheten uppmanades att be för henne i moskéerna. 
Sultanen övergav sin andra maka Aïcha al-Horra, som fick fortsätta bo i haremet i ett separat palats med sina söner, Boabdil och Yusuf, medan sultanen bodde med Isabel i Comares-tornet i Alhambra. Relationen mellan Isabel och sultanen orsakade skandal eftersom han åsidosatte Aicha, en ättling till Muhammed, för hennes skull. Hon ska ha utövat stort inflytande över monarken. Hon och sultanen fick tillsammans sönerna Nasr och Sa`d, som direkt betraktades som kungliga prinsar, vilket orsakade oro för att de skulle utses till tronarvingar framför Aichas söner.  
År 1482 utbröt inbördeskrig med stöd av Aïcha al-Horra, och prins Boabdil placerades på tronen. Abu l-Hasan Ali flydde då till Malaga. Han återerövrade tronen 1483. Var Isabel befann sig under denna tid är okänt. Sultan Abu l-Hasan Ali avled 1485. Han efterträddes av El Zagal, som abdikerade till förmån för Boabdil året därpå och blev kung över en del av riket, Guadix. Under kriget mellan Granada och Kastilien under Ferdinand och Isabella led El Zagal nederlag och tvingades överlämna Almeria och Guadix till Kastilien. I fredsfördraget i december 1489 tillerkändes han flera gods och länsområden. Det nämns i samband med detta att Isabel och hennes två söner tydligen befann sig i El Zagals vård, eftersom han inkluderade tilldelade dem egendomar ur de gods han fick sig tilldelad i avtalet. 

### Senare liv
El Zagal lämnade Granada och gick i exil till Nordafrika 1491, och året därpå föll Granada och hela emiratet hade då erövrats av Kastilien. Isabel valde att inte följa El Zagal till Nordafrika utan kvarblev i det före detta Granada, och nämns år 1494 som bosatt i Cordoba, då fortfarande muslim. 
Hon blev föremål för intresse av Ferdinand och Isabella, som såg till att hon behandlades väl och kunde leva bekvämt. Enligt hennes barnsköterska Reduan Matran ska Isabel ha gett i uppgift åt sin sekreterare Hernando de Zafra att försöka övertala Ferdinand och Isabella att få slippa konvertera till katolicismen och få gå i exil i Nordafrika, men hennes begäran avslogs. Hennes två söner konverterade till katolicismen och under namnen Juan av Granada och Ferdinand de Granada och blev adelsmän vid Ferdinand och Isabellas hov. 
Hennes söner bad henne konvertera tillbaka från islam till katolicismen, och sedan även kungaparet begärde detsamma, gjorde hon det och tog då tillbaka sitt ursprungliga namn Isabel och blev kallad Isabel de Granada eller drottning Isabel. Hon nämns senast 1510, då bosatt i Sevilla.

## Fiktion
Isabel de Solís har varit föremål för många dramatiseringar.